# Иванов, Павел Никитович
Павел Никитович Иванов (10 июля 1902 года, дер. Голдоба, Каинский уезд, Томская губерния — 10 марта 1943 года, район Красно-Сергиевское, Новосильский район, Орловская область) — советский военный деятель, полковник (1942 год).

## Начальная биография
Павел Никитович Иванов родился 10 июля 1902 года в деревне Голдоба Каинского уезда Томской губернии.

## Военная служба

### Довоенное время
В сентябре 1924 года призван в ряды РККА и направлен в 35-й стрелковый полк (12-я стрелковая дивизия), дислоцированный в г. Татарск, где после окончания полковой школы с октября 1925 года служил на должностях командира отделения, старшины сверхсрочной службы и командира взвода.
В 1930 году сдал экстерном за нормальную пехотную школу в Омске.
В декабре 1931 года переведён в 159-й стрелковый полк (53-я стрелковая дивизия, Приволжский военный округ), дислоцированный в г. Пугачёв, где служил на должностях командира взвода, помощника командира и командира роты, а с апреля 1938 года служил на должностях командира роты и начальника штаба батальона в составе 258-го стрелкового полка (86-я стрелковая дивизия). В ноябре того же года направлен на учёбу на курсы штабных командиров при Военной академии имени М. В. Фрунзе, после окончания которых в мае 1939 года назначен на должность помощника начальника 1-й (оперативной) части штаба 57-й стрелковой дивизии, после чего принимал участие в боевых действиях на реке Халхин-Гол.
В ноябре 1939 года назначен на должность командира батальона в составе 381-го стрелкового полка (109-я стрелковая дивизия, Забайкальский военный округ), дислоцированного в Хараноре. В январе 1940 года дивизия была преобразована в моторизованную. В январе 1941 года П. Н. Иванов был назначен на должность начальника штаба 381-го моторизованного полка, который в мае того же года в составе 109-й моторизованной дивизии начал передислокацию на запад и 18 июня после прибытия на станцию Бердичев разместился в Скруглёвских лагерях.

### Великая Отечественная война
С началом войны 381-й моторизованный полк в составе 109-й дивизии выдвинулся к Шепетовке, а затем к городу Острог. Утром 27 июня полк вышел на берег р. Вилия, после чего перешёл в неудачное наступление с целью освобождения города, в тот же день капитан Иванов был назначен на должность командира полка, после чего организовал оборону, в ходе которой получил тяжёлое ранение. За проявленный героизм представлен к званию Героя Советского Союза, однако был награждён орденом Красного Знамени.
После излечения в сентябре назначен на должность командира 807-го стрелкового полка в составе 304-й стрелковой дивизии, после чего принимал участие в оборонительных боевых действиях в районе Козельщины и затем в отступлении на Санжеры, Решетиловку и Полтаву, в ходе чего дивизия понесла значительные боевые потери, однако вскоре вела оборону в районе Ольховатки (Полтавская область), а в октябре участвовала в Донбасской оборонительной операции. 23 ноября в районе хутора Вишнёвый (Харьковская область) майор Иванов был ранен. После выздоровления в марте 1942 года назначен на должность командира 241-й курсантской стрелковой бригады, формировавшейся в составе Закавказского военного округа, однако уже в апреле того же года — на должность заместителя командира 417-й стрелковой дивизии, дислоцированной в Тбилиси.
В июле направлен на учёбу на ускоренный курс Высшей военной академии имени К. Е. Ворошилова, после окончания которого в декабре назначен на должность командира 5-й стрелковой дивизии (Брянский фронт), которая вела оборонительные боевые действия севернее Орла, а в феврале 1943 года начала наступление восточнее города Болхов и затем на Орёл. Полковник Павел Никитович Иванов погиб 10 марта в районе Красно-Сергиевское (в 25 км юго-западнее г. Новосиль, Новосильский район). Похоронен на ст. Хомутово (Новодеревеньковский район).

## Награды
- Два ордена Красного Знамени (?.1939, 19.12.1941).